# 马尔戈·卡托迪克罗摩
马尔戈·卡托迪克罗摩（1890年—1932年3月18日），筆名马斯·马尔戈（Mas Marco），荷屬東印度（今印度尼西亞）記者、作家。
卡托迪克羅摩出身自布洛拉一個地位寒微的貴族家庭，第一個僱主是國鐵公司，後來因為厭惡國鐵公司的種族主義行徑而在1911年辭職，並前往萬隆擔任《紳士論壇》的記者。一年後他來到日惹，參加《沙拉多摩報》和《世界行動報》這兩份報刊的編務，並開始撰文批評殖民政府，結果被殖民政府判囚。到荷蘭當記者當了一段時間之後，卡托迪克羅摩不但繼續在從事新聞事業的同時抨擊政府，還發表了幾部文學作品。他在1926年參加印度尼西亞共產黨發動的起事之後被流放到巴布亞波文迪古爾的集中营，至1932年染上瘧疾，在集中營病逝。
卡托迪克羅摩習慣以馬來文寫作，在國營出版社圖書編譯局試圖規範馬來文的時候試過採用新式的詞語。左派文學評論家巴格里·西里格爾指出他是第一個公開抨擊荷蘭殖民政府和本國傳統封建制度的印尼作家；荷蘭殖民政府看到他積極的批判言論，卻斥責他是一個「瘋子」，可以觸發土著社會的動亂。

## 生平

### 早年生涯及事業
卡托迪克羅摩在1890年生於荷屬東印度中爪哇省日巴拉-南望府熾布，出身自地位寒微的貴族家庭。他在15歲時加入東印度群島的國營鐵路公司——荷屬東印度鐵路公司，在三寶壟任職，卻因為厭惡公司奉行的種族主義政策（例如按照種族身分制定薪資水平）而於1911年選擇離職。
之後卡托迪克羅摩來到萬隆（今屬西爪哇省），在迪爾托·阿迪·蘇里約經營的《紳士論壇》報社（Medan Prijaji）找到一份工作。1912年荷蘭殖民政府把這家報社查封，於是卡托迪克羅摩來到日惹，加入穆斯林商人的組織伊斯蘭聯盟，並在伊斯蘭聯盟資助的週報——《沙拉多摩報》（Saro Tomo）的編輯部任職。他在1914年和民族主義運動的領袖集托·芒溫庫蘇莫、達納庫蘇莫（Darnakoesoemo）創立土著新聞工作者協會（Inlandse Journalisten Bond），在領導這個組織的同時兼任機關報《世界行動報》（Doenia Bergerak）的主編，並於同年發表三卷本小說《瘋狂》；由於小說內容帶有種族主義色彩，所以《世界行動報》和總部位於泗水，由華人經營的報刊《春秋》（Tjoen Tjioe）展開了一場持久的論戰。
卡托迪克羅摩剛加入《世界行動報》，就撰文抨擊荷蘭殖民政府的土著事務顧問R·A·林克斯（R.A. Rinkes），還在社評中指出比起他們征服的土著，荷蘭人更愛自己。1915年1月26日，荷屬東印度律政署對他持續發表反荷社論的行為立案調查；本來他打算籌募旅費，前往位於海牙的荷蘭國會抗議這次調查，卻沒有成功。結果法院裁定卡托迪克羅摩從事革命活動，觸犯了法律，判處監禁9個月。他在姆拉登監獄服刑100天之後就因為公眾的抗議而提早出獄。他在《世界行動報》宣告破產之後改任《沙拉多摩報》的主編。

### 後期事業、流放及死亡
過了不久，日報《新聞記事報》（Pantjaran Warta）的主編古納萬（Goenawan）選中卡托迪克羅摩，並把他派到荷蘭，擔任該報的記者。他在荷蘭待了五個月，從1916年年底待到1917年年初，期間他發表了一部稱為《第一本傳播手冊》（Boekoe Sebaran Jang Pertama）的著作。回到印尼之後，卡托迪克羅摩出任《新聞記事報》的編輯，並在巴達維亞（今雅加達）定居。不到一個月，他就因為自己的寫作再次入獄。
卡托迪克羅摩在1918年2月21日出獄，之後他到三寶壟擔任伊斯蘭聯盟的專員，和司馬溫共事，還參加報章《爪哇之光》（Sinar Djawa，後改稱《東印度之光》）的編務。同年卡托迪克羅摩在一場會議中指出印尼有兩種報刊，一種報刊從事鬥爭，反對奉行帝國主義的荷蘭，稱為「黑色報刊」（pers item），另一種報刊致力壓榨印尼人民，稱為「白色報刊」（pers putih）。
他在1918年發表小說《大學生希佐》和詩集《香料詩篇》（Sair-sair Rempah），其中《大學生希佐》以雙線式敘事的方式，一方面講述一個年輕的印尼學生留下未婚妻到荷蘭留學，結果移情別戀，另一方面則講述荷蘭行政官威廉·瓦爾特的感情生活。這部小說本來是連載小說，一年後以單行本的形式出版。
卡托迪克羅摩又在1919年發表另一部小說《瑪塔哈里亞》（Matahariah），這部小說改編自荷蘭間諜瑪塔·哈里的生平。他在同年12月15日離開《東印度之光》，並開始為林務工會「護林兵」（Wono Tamtomo）的機關報《勇士》（Soero Tamtomo）擔任主編。他在《勇士》發表了一篇名為〈森鐸的詩〉（Sjairnja Sentot）的作品，卻因此被殖民政府判囚6個月。他在1921年遷往沙拉迪加，繼續從事新聞事業，之後又因為另一篇作品被殖民政府判囚兩年，在巴達維亞服刑。
卡托迪克羅摩在1924年發表小說《自由的激情》（Rasa Merdika），講述一位貴族出身的年輕人違抗被殖民政府操控的父親，追求個人自主的故事。過了不久，他又發表了兩部作品，一部是小說《奢靡的苦果》（Cermin Buah Keroyalan），另一部是劇本《群眾在前進》（Kromo Bergerak）。
卡托迪克羅摩除了發表作品，攻擊殖民政府，還參加了印度尼西亞共產黨在1926年發動的起事，結果於1926年被流放到巴布亞波文迪古爾，至1932年3月18日因感染瘧疾在流放地病逝。

## 題材及風格
卡托迪克羅摩發表的小說多數在萬隆或者泗水取景。他是印尼早期的社會主義寫實主義作家；和同期大多數民族主義作家一樣，他習慣以馬來文（現代印尼文的前身）——而不是自己的母語爪哇語——寫作，不過他也寫過幾篇爪哇文文章。他在官營出版社圖書編譯局試圖規範馬來文的時候進行過一次語文實驗，採用以前沒有人用過的詞語、片語和場景。
社會主義文學評論家巴格里·西里格爾指出《大學生希佐》取材自卡托迪克羅摩旅居荷蘭的經歷，還指出和把作品交給圖書編譯局出版的作家不一樣的是，卡托迪克羅摩極力反對「白人優越主義」，並在作品中描寫「資本主義社會的道德敗壞和荷蘭殖民者的墮落」，達到批判白人優越主義的目的。

## 反響及評價
由於卡托迪克羅摩致力批評荷蘭，所以他的著作屢為東印度群島的殖民政府查禁。殖民政府在回應卡托迪克羅摩在《世界行動報》提出的批評的時候，形容他是一個「瘋子」，可以觸發土著社會的動亂。卡托迪克羅摩自己樂於引誘殖民政府，還鼓勵讀者和他一起批評荷蘭人「管理不善，反覆無常」的特質。
西里格爾認為卡托迪克羅摩是第一個公然批評荷蘭殖民政府和本國傳統封建制度的印尼作家，還指出他是第一個在作品中自覺描寫階級鬥爭的印尼人。西里格爾認為印尼文學始於國人對民族主義的理解，所以卡托迪克羅摩是早期真正的印尼作家之一。
萊登大學講師亨德里克·邁爾（Hendrik Maier）寫道卡托迪克羅摩主要是受到夢想和理想的啟發，並指出他的理想是把政治覺醒的印尼人團結起來，組成一個群體，本着團結和平等的精神對抗殖民政府。卡托迪克羅摩說過，自己理想中的政治國家應該實現「人人平等，同心同德」（""）的目標。

## 作品
- 《瘋狂》（Mata Gelap，1914年，三卷本小說）
- 《香料詩篇》（Sair-sair Rempah，1918年，詩集）
- 《大學生希佐》（Student Hidjo，1918年，小說）
- 《瑪塔哈里亞》（Matahariah，1919年，小說）
- 《自由的激情》（Rasa Merdika，1924年，小說）
- 《奢靡的苦果》（Cermin Buah Keroyalan，1924年，小說）
- 《群眾在前進》（Kromo Bergerak，1924年，劇本）

## 備註
1. ↑   原文：「... superioritet kulitputih ...」
2. ↑   原文：「... kebedjatan moral bordjuasi dan Belanda kolonisator.」

## 腳註
1. 1 2 3 4 5  Pemprov DKI Jakarta, Mas Marco Kartodikromo.
2. 1 2 3 4 5 6 7 8 9  Yuliati 2008, Marco Kartodikromo, Jurnalis.
3. 1 2 3 4  Maier 1996，第186頁.
4. ↑  Maier 1996，第187頁.
5. 1 2  I.N. 1981，第1頁.
6. 1 2  I.N. 1981，第3頁.
7. ↑  Maier 1996，第189頁.
8. ↑  I.N. 1981，第2頁.
9. 1 2  Eneste 2001，第143頁.
10. 1 2 3 4  Siregar 1964，第25–26頁.
11. ↑  Maier 1996，第192頁.
12. 1 2  Siregar 1964，第26頁.
13. ↑  Maier 1996，第190頁.
14. ↑  Maier 1996，第188頁.
15. ↑  Siregar 1964，第10頁.
16. ↑  Siregar 1964，第12頁.
17. ↑  Siregar 1964，第11頁.